# Tim (film)
Tim is een van de eerste films met Mel Gibson in de hoofdrol. Het is een romantisch drama naar het boek van Colleen McCullough.

## Verhaal
Tim is een jongeman met een intelligentie van ver beneden het gemiddelde. Voor zijn werk bouwt hij dingen voor mensen, waarbij vaak misbruik van hem wordt gemaakt. Mary vraagt hem om voor een dag in haar tuin te komen werken. Die ene dag verandert al snel in een aantal weken. Mary en Tim worden goede vrienden. Al snel groeit het wantrouwen van anderen over de vriendschap van de twee, en steeds vaker wordt Mary ervan beschuldigd Tim te misbruiken.

## Rolverdeling
| Acteur          | Personage       |
| --------------- | --------------- |
| Mel Gibson      | Tim             |
| Piper Laurie    | Mary Horton     |
| Alwyn Kurts     | Ron Melville    |
| Pat Evison      | Em Melville     |
| Peter Gwynne    | Tom Ainsley     |
| Deborah Kennedy | Dawnie Melville |